# Hylodendron gabunense
Genre
Espèce
Classification phylogénétique
Hylodendron gabunense est une espèce de plantes dicotylédones de la famille des Fabaceae, sous-famille des Caesalpinioideae. C'est un arbre originaire d'Afrique équatoriale. C'est l'unique espèce acceptée du genre Hylodendron (genre monotypique).